# Владимир Медаров
Владимир Димитров Медаров е български инженер и политик от БКП.

## Биография
Роден е на 18 март 1925 г. в пазарджишкото село Саладиново. През 1942 г. като ученик в гимназията става член на РМС. По-късно завършва химия в Софийския университет и специализира в СССР.
Известно време е началник на цех и главен инженер в Завода за сода в Девня. След това е главен проектант в „Химметалургпроект“. По-късно става главен инженер и директор на Нефтохимическия комбинат в Бургас. До 1974 г. е заместник-директор на ДСО „Нефтохим“.
От 1974 до 1978 г. е първи заместник-министър на химическата промишленост. Между 1978 и 1982 г. е посланик в Либия.
От 19 ноември 1966 до 4 април 1981 г. е кандидат-член на ЦК на БКП. С указ № 890 от 30 август 1969 г. е обявен за „Герой на социалистическия труд на България“. Носител е на 4 ордена: „Червено знаме на труда“, „Орден на труда“ – златен, „Народна република България“ I степен – 2 пъти.